# 小行星11083
小行星11083（英語：11083 Caracas）是一颗绕太阳运转的小行星，为主小行星带小行星。该小行星于1993年9月15日发现。

## 轨道参数
小行星11083的轨道半长轴为2.3541144 UA，离心率为0.103。
| 前一小行星： 小行星11082 | 小行星列表 | 後一小行星： 小行星11084 |